# Sweltsa yurok
Sweltsa yurok är en bäcksländeart som beskrevs av Bill P.Stark och Baumann 2007. Sweltsa yurok ingår i släktet Sweltsa och familjen blekbäcksländor. Inga underarter finns listade i Catalogue of Life.